# Độ từ hóa

Độ từ hóa hay từ độ (tiếng Anh: Magnetization) là một đại lượng sử dụng trong từ học được xác định bằng tổng mômen từ nguyên tử trên một đơn vị thể tích của vật từ. Đôi khi, từ độ còn được định nghĩa là tổng mômen từ trên một đơn vị khối lượng. Từ độ là một đại lượng véctơ.

## Định nghĩa
Từ độ, M, được định nghĩa là tổng mômen từ trên một đơn vị thể tích. Về mặt toán học, nó được cho bởi công thức:
{\displaystyle \mathbf {M} =\lim _{\Delta V\to 0}{\frac {\sum \mathbf {m} }{\Delta V}}}
với m là mômen từ nguyên tử, ΔV là thể tích.
Từ độ có cùng thứ nguyên với cường độ từ trường, được liên hệ với từ trường qua hệ số từ hóa (hay còn gọi là độ cảm từ của vật liệu, ký hiệu là χ):
M = χH

## Đơn vị
Do có cùng thứ nguyên với cường độ từ trường nên từ độ mang đơn vị của từ trường, đơn vị trong SI là A/m. Trong từ học, người ta còn sử dụng đơn vị khác cho từ độ được ký hiệu là emu/cm³ = 1000 A/m. emu là chữ viết tắt của electromagnetic unit - đơn vị điện từ. Đơn vị này được dùng phổ biến trong từ học, xuất phát từ hệ đơn vị CGS.

## Từ độ tự phát
Là khái niệm mô tả từ độ của các chất sắt từ ở không độ tuyệt đối (0 K). Đại lượng từ độ tự phát mang đặc trưng của mỗi chất sắt từ, ở 0 K, tất cả các mômen từ của chất sắt từ song song với nhau, tạo nên từ độ tự phát của chất sắt từ (tạo nên từ tính mà không cần có từ trường ngoài). Ở không độ tuyệt đối, do không có các thăng giáng nhiệt, tương tác trao đổi giữa các mômen từ sẽ khiến cho tất cả các mômen từ song song với nhau (giống như trạng thái bão hòa từ) tạo nên từ độ tự phát của vật liệu sắt từ.